# Sōka

Sōka (草加市 Sōka-shi?) este un municipiu din Japonia, prefectura Saitama.